# Las Palomas, Soteapan
Las Palomas är en ort i Mexiko.   Den ligger i kommunen Soteapan och delstaten Veracruz, i den sydöstra delen av landet, 500 km öster om huvudstaden Mexico City. Las Palomas ligger 212 meter över havet och antalet invånare är 645.
Terrängen runt Las Palomas är platt åt sydost, men åt nordväst är den kuperad. Runt Las Palomas är det ganska tätbefolkat, med 56 invånare per kvadratkilometer. Närmaste större samhälle är Tatahuicapan, 18,4 km nordost om Las Palomas. Omgivningarna runt Las Palomas är en mosaik av jordbruksmark och naturlig växtlighet.